# Зингейский
Зинге́йский — посёлок в Кизильском районе Челябинской области России. Административный центр Зингейского сельского поселения.

## География
Через посёлок протекает река Зингейка. Расстояние до районного центра села Кизильского 55 км.

## Население
| 2002 | 2010  |
| ---- | ----- |
| 1416 | ↘1222 |

По данным Всероссийской переписи, в 2010 году численность населения посёлка составляла 1222 человека (555 мужчин и 667 женщин).

## Улицы
Уличная сеть посёлка состоит из 20 улиц, 4 переулков и 1 площади.